# Saliunca ignicincta
Saliunca ignicincta is een vlinder uit de familie bloeddrupjes (Zygaenidae). De wetenschappelijke naam van deze soort is voor het eerst geldig gepubliceerd in 1912 door de Joannis.
De soort komt voor in tropisch Afrika.